# 黄炳珪
黄 炳珪（ファン・ビョンギュ、朝鮮語: 황병규/黃炳珪、1907年 - 1984年2月17日）は、大韓民国の政治家。制憲・第2代韓国国会議員、第6代（旧）麗水市長を歴任した。

## 経歴
全羅南道麗水郡出身。麗水水産学校（現・全南大学校麗水キャンパス）卒。朝鮮共産党ML派党員、面長、漁業組合長、制憲国会水産分科委員・幹事、大韓国民党員、第2代国会商工委員長、自由党員、第6代（旧）麗水市長（1955年9月26日〜1958年2月22日）を務めた。市長在任中は梧桐島防波堤の完成や突山実業高等学校（現・麗水海洋科学高等学校）の設立など地域開発事業を進めた。政界引退後はまた水産業に従事し、1972年には制憲同志会のメンバーとして10月維新を支持する声明の発表に参加した。
1984年2月17日、老衰により麗水市忠武洞の自宅で死去。享年75。

## エピソード
1948年6月、憲法起草委員を中心に憲法草案を考案した時、黄は第56条の非常措置権条項（戦時中または非常事態を除き、公共の安寧秩序を維持するために緊急措置を取る）および第68条の「国務総理と国務委員は大統領が任命する」を「専制政治の危険性のある毒素条項」と批判した。
1950年の第2代総選挙で選挙区改編により麗川郡選挙区から出馬した際、離島の住民を念頭に「島の人も人なり、島にも人がいる」というキャッチフレーズを使った。